# Saison 1988-1989 de l'Élan sportif chalonnais
Saison 1988-1989 de l'Élan chalon en Nationale 4, avec une première place et un titre de Champion de France.

## Effectifs
| Nationalité | Joueur           | Taille |
| ----------- | ---------------- | ------ |
|             | Laurent Boudias  | 1,86 m |
|             | Eric Larcenet    |        |
|             | David Madeleine  |        |
|             | Pascal Bourgeois | 1,90 m |
|             | Michel Cogne     |        |
|             | Cyril Vincent    | 1,88 m |
|             | Gilles Bouvier   | 1,83 m |
|             | Thierry Schell   | 2,00 m |
|             | Mario Couchy     | 1,98 m |
|             | Lonnie Camper    | 2,03 m |

- Entraineur :  Michel Cogne

## Matchs

### Matchs amicaux
Avant saison
- CS Autun (N3) / Chalon-sur-Saône : 122-93
- Bourg-en-Bresse / Chalon-sur-Saône : 67-66

Pendant la saison
- Riorges / Chalon-sur-Saône : 61-71
- Saint-Genis-Laval / Chalon-sur-Saône : 80-86

### Championnat

#### Matchs aller
- Saint-Priest / Chalon-sur-Saône : 70-71
- Chalon-sur-Saône / Saint-Chamond : 74-51
- Chalon-sur-Saône / Domène : 84-57
- Chalon-sur-Saône / Lentigny : 89-54[1]
- Aubière / Chalon-sur-Saône : 69-95
- Chalon-sur-Saône / Cournon : 92-85
- Echirolles / Chalon-sur-Saône : 69-82[1]
- Chalon-sur-Saône / Chenôve : 81-64
- Chalon-sur-Saône / AS Roanne : 98-68[1]
- Vic-le-Comte / Chalon-sur-Saône : 91-79
- Chalon-sur-Saône / Le Coteau : 104-83

#### Matchs retour
- Chalon-sur-Saône / Saint-Priest : 82-61[1]
- Saint-Chamond / Chalon-sur-Saône : 77-82
- Chalon-sur-Saône / Domène : 108-73
- Lentigny / Chalon-sur-Saône : 73-76
- Chalon-sur-Saône / Aubière : 114-59[1]
- Cournon / Chalon-sur-Saône : 107-93
- Chalon-sur-Saône / Echirolles : 99-64
- Chenôve / Chalon-sur-Saône : 77-76
- AS Roanne / Chalon-sur-Saône : 77-108
- Chalon-sur-Saône / Vic-le-Comte : 87-68[1]
- Le Coteau / Chalon-sur-Saône : 88-91

### Play-off
- Chalon-sur-Saône / Bondy : - (au Creusot)[2]
- Chalon-sur-Saône / Champagne SP : 86-81 (au Creusot)[2]
- Chalon-sur-Saône / Ban-le-Lot Guadeloupe : 93-58 (à Épinal)[3]
- Chalon-sur-Saône / Dragons Tahiti : 79-76 (à Epinal)[3]

### Coupe de Franceamateur
- Bron / Chalon-sur-Saône : 65-79 (64e de finale)[4]
- Chalon-sur-Saône / Vaulx-en-Velin : 80-77 (32e de finale)[5]
- Chalon-sur-Saône / Maurienne : 106-86 (16e de finale)[5]
- Blois / Chalon-sur-Saône : 85-88 (8e de finale)[5]
- Chalon-sur-Saône / Nice : 83-87 (quart de finale)[5]

## Bilan
Les chalonnais finissent premier de leur poule (19 victoires pour 3 défaites), obtiennent un titre de Champion de France de Nationale 4 et participent à un quart de finale de Coupe de France amateure (perdu 87 à 83 contre Nice).

## Sources
- « Élan Chalon (20 ans de championnat de France) », supplément du Journal de Saône-et-Loire
- Plaquette Elan Sportif Chalonnais 1989-1990
- Le Journal de Saône-et-Loire